# Mustafa Shakur
Mustafadeen Abdush „Mustafa” Shakur (ur. 18 sierpnia 1984 w Filadelfii) – amerykański koszykarz, występujący na pozycji rozgrywającego.
W 2003 wystąpił w meczu gwiazd amerykańskich szkół średnich – McDonald's All-American. Został też zaliczony do I składu USA Today's All-USA.
Przez wiele lat uczestniczył w rozgrywkach letniej ligi NBA. Reprezentował Sacramento Kings (2007), Charlotte Bobcats (2008), Los Angeles Lakers (2009), Oklahoma City Thunder (2010)

## Osiągnięcia
Stan na 20 listopada 2019, na podstawie, o ile nie zaznaczono inaczej.
NCAA
- Uczestnik rozgrywek:
  - Elite 8 turnieju NCAA (2005)
  - II rundy turnieju NCAA (2005, 2006)
  - turnieju NCAA (2004–2007)
- Mistrz sezonu regularnego Pac-10 (2005)
- Zaliczony do:
  - I składu najlepszych pierwszorocznych zawodników Pac-10 (2004)
  - składu honorable mention Pac-10 (2007)
- Lider Pac-10 w liczbie (215) i średniej asyst (6,9 – 2007)[5]

Drużynowe
- Mistrz Polski (2008)
- Zdobywca:
  - Polski (2008)
  - superpucharu Hiszpanii (2008)

Indywidualne
(* – nagrody przyznane przez eurobasketcom)
- Zaliczony do:
  - I składu zawodników zagranicznych ligi litewskiej (2015)*
  - II składu D-League (2010)
  - honorable mention:
    - D-League (2014)
    - ligi litewskiej (2015)*
- Uczestnik meczu gwiazd D-League (2010, 2011)
- Zawodnik:
  - miesiąca D-League (luty 2014)
  - tygodnia (31.03.2014)

Reprezentacja
- Mistrz Ameryki U–21 (2004)
- Uczestnik mistrzostw świata U–19 (2003 – 5. miejsce)